# Mart Poom
Mart Poom (ur. 3 lutego 1972 w Tallinnie) – estoński piłkarz występujący na pozycji bramkarza. W sezonach 2005/2006 i 2006/2007 był zawodnikiem zespołu angielskiej Premiership Arsenalu F.C. Wcześniej występował w pierwszoligowej drużynie Sunderland A.F.C. Pod koniec sierpnia 2005 roku został wypożyczony do Arsenalu z powodu kontuzji podstawowych bramkarzy londyńskiego klubu (Jens Lehmann, Manuel Almunia).
W Estonii Poom grał w klubach ze stolicy: Sport Tallinn oraz FC Flora Tallinn. Zaliczył również krótki epizod w szwajcarskim FC Wil. W 1994 przeniósł się do angielskiego FC Portsmouth, w którym rozegrał jednak tylko 7 meczów i został wypożyczony z powrotem do Flory, swojego poprzedniego zespołu. W 1997 wrócił do Anglii, tym razem do Premiership, w której, w barwach Derby County, zadebiutował meczem przeciwko Manchesterowi United na stadionie Old Trafford.
Poom zagrał w reprezentacji 120 razy, debiutował w 1992 roku, w towarzyskim meczu przeciwko Słowenii. W 2003 roku został wybrany przez Estońską Federację Piłkarską najwybitniejszym piłkarzem tego nadbałtyckiego kraju ostatnich 50 lat.
Po spadku Derby do First Division (polskiego odpowiednika drugiej ligi) latem 2002 roku Poom przeniósł się do Sunderlandu. 20 września 2003 roku strzelił głową wyrównującego gola w dziewięćdziesiątej minucie meczu przeciwko swojemu byłemu klubowi na stadionie Pride Park Stadium w Derby. Wtedy znalazł się na ustach całego futbolowego świata na Wyspach, podobnie jak po jego wypożyczeniu do Arsenalu. W maju 2007 r. podpisał kontrakt z Watford. Kwoty transferu nie ujawniono. W Watford zakończył karierę.

## Odznaczenia
- Order Gwiazdy Białej IV klasy (2013)[1]